# La Bataille de Dorking
La Bataille de Dorking (The Battle of Dorking: Reminiscences of a Volunteer) est un roman court de George Tomkyns Chesney publié en 1871. Il est à l'origine du genre de la littérature d'invasion (en) et est un précurseur important de la science-fiction. Écrit juste après la victoire prussienne dans la guerre franco-allemande, il décrit une invasion de la Grande-Bretagne par un pays inconnu (mais parlant allemand) désigné en termes confus tels que l'« autre puissance » ou l'« ennemi ».
L'auteur est capitaine dans les Royal Engineers et s'inquiète de l'état délabré des forces armées britanniques. Il utilise la fiction comme moyen de promouvoir ses opinions après que les lettres et le journalisme sur la question n'aient pas réussi à impressionner l'opinion publique. La guerre franco-allemande vient juste de démontrer la rapidité, la supériorité et l'adaptabilité de l'armée prussienne, ce qui signifie que la représentation de Chesney d'un envahisseur rapide et déterminé touche alors une corde sensible

## Récit
L'histoire est narrée par un vétéran anonyme ayant participé à la bataille de Dorking. Il s'adresse à ses petits-enfants et raconte les évènements de l'invasion de la Grande-Bretagne, cinquante ans plus tôt.
Débutant quelque temps après un événement similaire à la guerre franco-prussienne, les inquiétudes grandissent avec la mobilisation des forces armées près des Pays-Bas. La Royal Navy est détruite par une arme miracle (appelée « moteurs fatals »), et une force d'invasion débarque soudainement près de Worthing dans le Sussex.
La démilitarisation et le manque de formation obligent l'armée à mobiliser des unités auxiliaires du grand public, dirigées par des officiers inefficaces et inexpérimentés. Les deux armées convergent à l'extérieur de Dorking dans le comté du Surrey, où la ligne britannique est coupée par l'avancée de l'ennemi et les survivants contraints de fuir.
L'histoire se termine avec la conquête de la Grande-Bretagne. La rançon que les vainqueurs imposent rend le pays démuni (une comparaison spéciale est faite avec la France, également humiliée, mais capable de se relever du coup en raison de sa richesse agricole et sa taille, plutôt que dans les colonies et le commerce). L'Empire britannique est démantelé, et Gibraltar et Malte passent dans le giron ennemi. Le Canada et les Antilles britanniques sont cédés aux États-Unis, et l'Australie, l'Inde et l'Irlande obtiennent leur indépendance. L'Irlande entre alors dans une longue guerre civile.

## Historique des publications

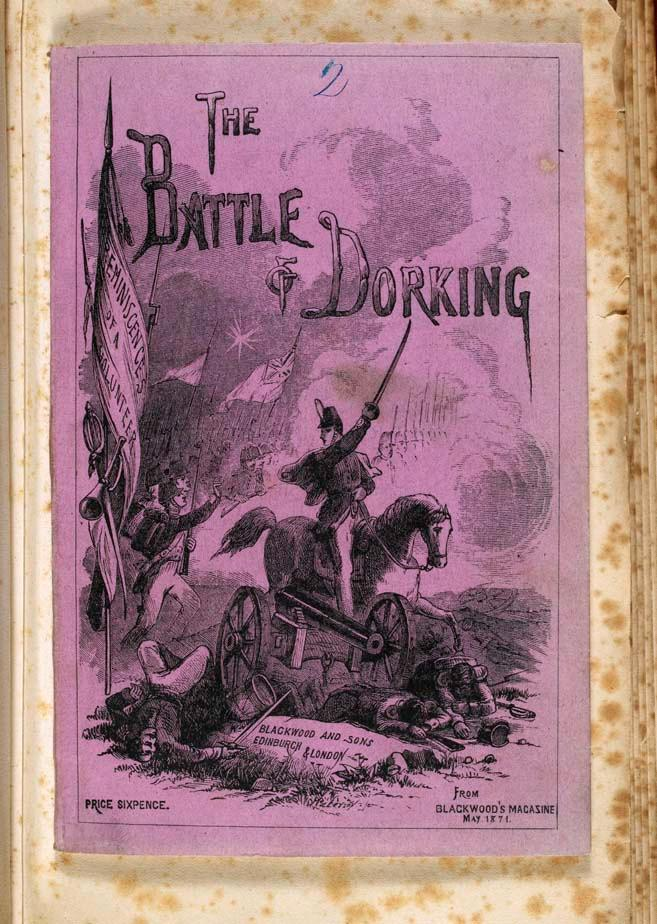
Couverture de l'édition en opuscule de 1871.

La Bataille de Dorking est d'abord publiée sous forme de feuilleton dans Blackwood's Magazine, puis sous forme d'opuscule avant d'apparaître finalement sous forme de roman. Il connaît plusieurs éditions et suscite l'intérêt des militaires et des hommes politiques, ainsi que des lecteurs..
Il est cité dans un certain nombre de collections, dont Before Armageddon (en): An Anthology of Victorian and Edwardian Imaginative Fiction Published Before 1914 (1975) de Michael Moorcock.
L'opuscule est dans le domaine public dans le monde entier, car l'auteur est décédé il y a plus de 100 ans.

## Sources
- M. Ashley, Out of This World: Science Fiction, but Not as You Know It, London, British Library, 2011 (ISBN 978-0-7123-5835-4)
- G. T. Chesney, « The Battle of Dorking », Blackwood's, London,‎ mai 1871 (ISSN 0006-436X, lire en ligne, consulté le 14 janvier 2019)